# Iekaterina Syrtseva
Iekaterina Syrtseva (en russe : Екатерина Сырцева) est une joueuse de volley-ball et de beach-volley russe née le 11 août 1990. Elle mesure 1,84 m et joue au poste de réceptionneuse-attaquante. 

## Clubs
| Club             | De        | À         |
| ---------------- | --------- | --------- |
| Ladoga Léningrad | 2006-2007 | 2008-2009 |
| SDOUCHOR-Ecran   | 2009-2010 | 2009-2010 |
| Leningradka      | 2011-2012 | 2013-2014 |